# Friedrich Spielhagen

Friedrich Spielhagen

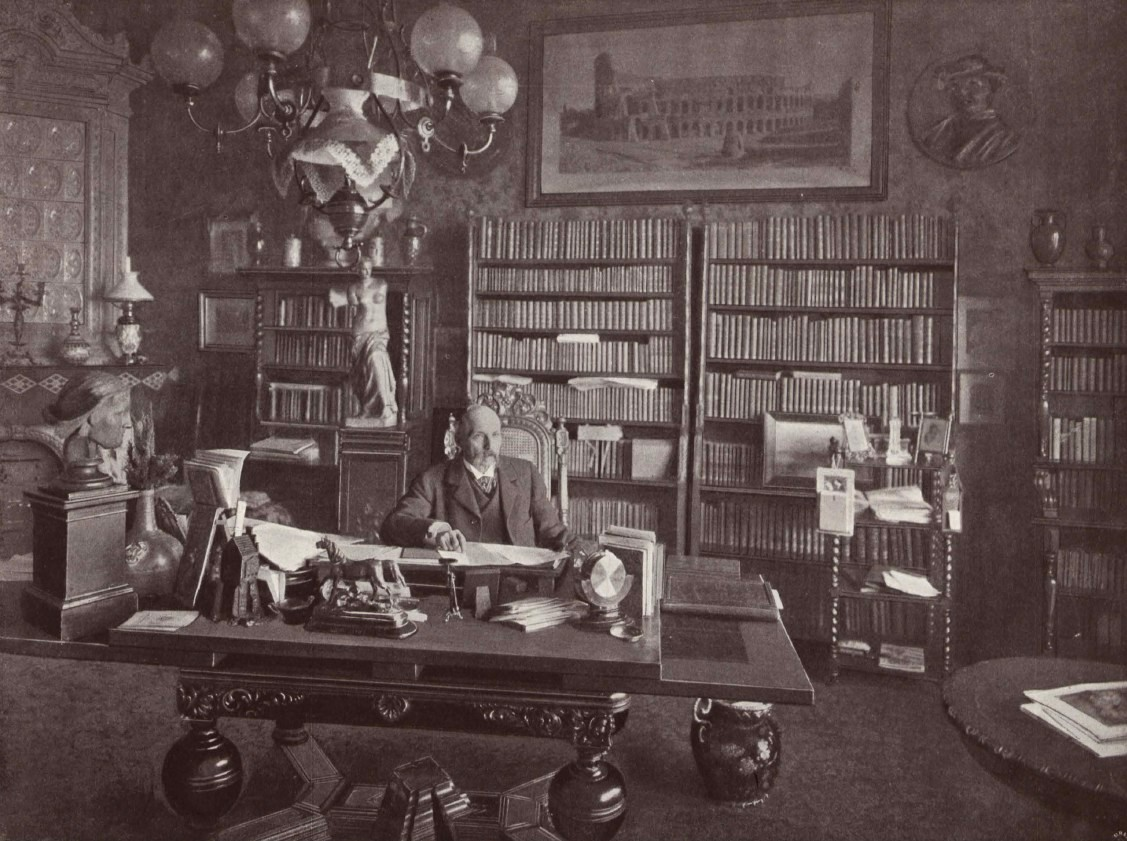
Friedrich Spielhagen in seinem Arbeitszimmer

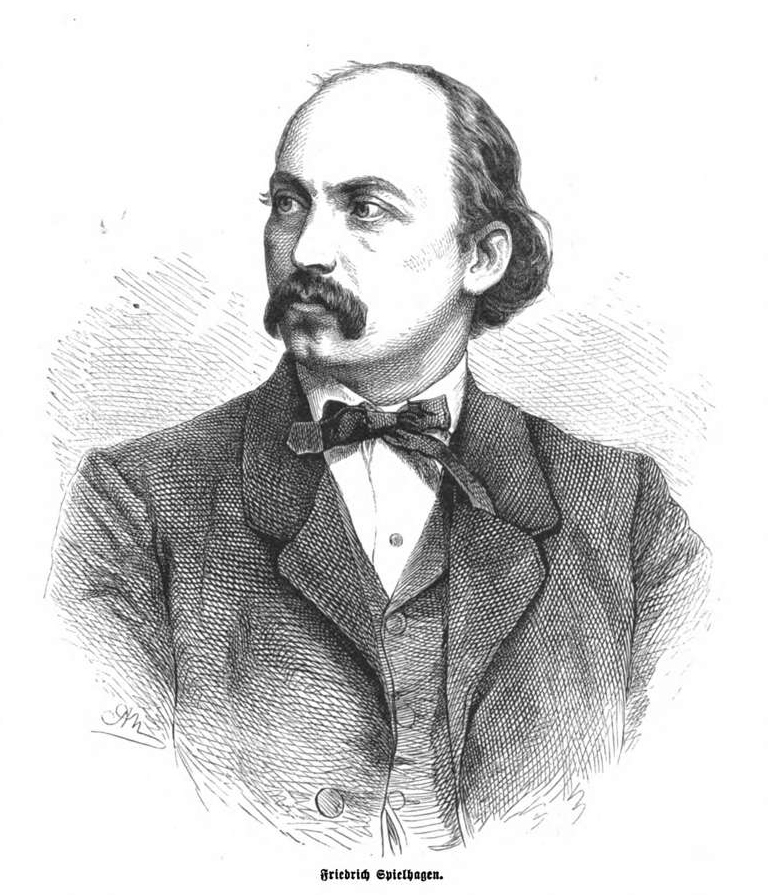
Friedrich Spielhagen, 1867. Grafik von Adolf Neumann.

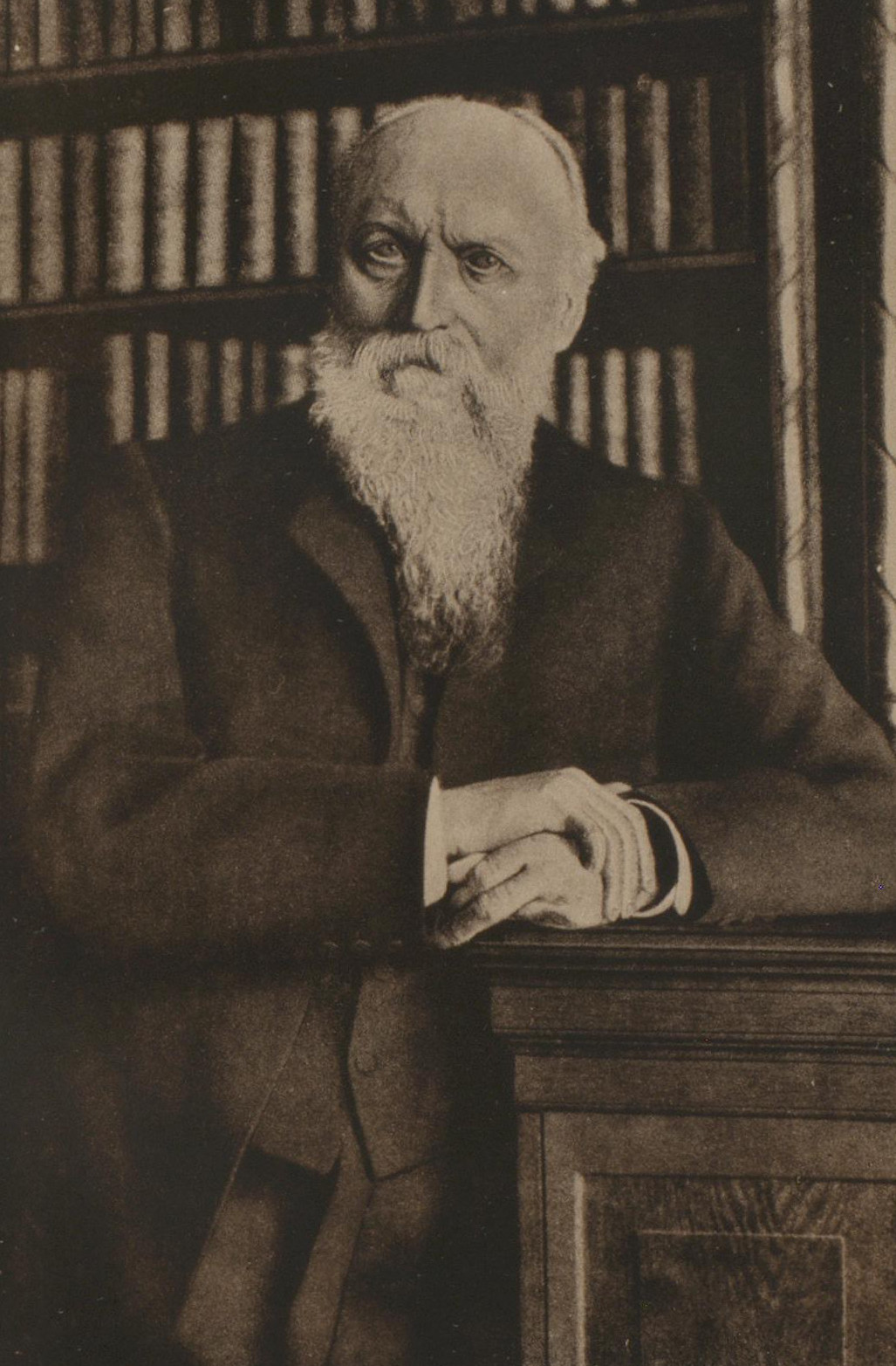
Friedrich Spielhagen

Friedrich Spielhagen (* 24. Februar 1829 in Magdeburg; † 25. Februar 1911 in Charlottenburg) war ein deutscher Schriftsteller.

## Leben
Friedrich Spielhagen war Sohn des Königlichen Wasserbauinspektors Friedrich August Wilhelm Spielhagen (1785–1855) und dessen Ehefrau Henriette Wilhelmine, geb. Robrahn (1789–1849). Er verbrachte die ersten sechs Jahre seines Lebens in Magdeburg. Danach lebte er in Stralsund, wo er auch das Sundische Gymnasium besuchte. Er war seit 1861 mit der Witwe Therese Wittich, geb. Boûtin (1835–1900), verheiratet und hatte mit ihr drei Töchter: Hedda (1862–1929), Antonie (gen. Toni, 1865–1910) und Elsa Spielhagen (1864–1942), deren Sohn der 2. Bürgermeister von Breslau Wolfgang Spielhagen war. Toni Spielhagen war ebenfalls schriftstellerisch tätig und schrieb unter dem Pseudonym Paul Robran. Therese Spielhagen hatte zwei Kinder in die Ehe gebracht, Max und Jenny, die Friedrich Spielhagen adoptierte. Sein Neffe Friedrich Spielhagen (1864–1931) war Leibarzt von Victoria („Kaiserin Friedrich“), der Mutter von Kaiser Wilhelm II. (Siehe Stammbaum rechts unten.)

### Ausbildung
Nach Abschluss des Gymnasiums studierte Spielhagen 1847 bis 1851 Rechtswissenschaft und Philologie in Bonn (dort wurde er 1848 Mitglied der Burschenschaft Frankonia), Berlin und Greifswald. Anschließend arbeitete Spielhagen als Hauslehrer in Pommern und versuchte sich auch als Schauspieler und Soldat. Später kehrte er zum Lehrerberuf zurück und unterrichtete in Leipzig an einer Handelsschule. Nebenbei beschäftigte er sich intensiv mit Literatur und begann nach dem Tod seines Vaters, der Regierungsbeamter in Stralsund gewesen war, sich ganz dem Schreiben zu widmen.

### Karriere als Schriftsteller
1857 verfasste Spielhagen seine erste Novelle, die den Titel Clara Vere trug. Sie wurde, ebenso wie sein 1858 erschienenes Werk Auf der Düne, nie von einem größeren Publikum beachtet. In dieser Zeit begann er auch für Zeitungen wie zum Beispiel für die Zeitung für Norddeutschland (1860 bis 1862) oder Zeitschriften wie Westermanns illustrierte deutsche Monatshefte (1878 bis 1884) zu schreiben. Die Tätigkeit bei der Zeitung für Norddeutschland begann Spielhagen 1860, nachdem er von Leipzig nach Hannover gezogen war. Im Jahre 1861 gelang ihm mit dem 1078-seitigen Roman Problematische Naturen ein großer Wurf, der unter dem Einfluss von Karl Gutzkow steht. Ein Jahr später erschien eine Fortsetzung unter dem Titel Durch Nacht zum Licht. Im gleichen Jahr erschien auch die Novelle In der zwölften Stunde. Ende des Jahres 1862 gab Spielhagen seine Arbeitsstelle in Hannover auf und zog nach Berlin.
Dort arbeitete er noch einige Zeit für verschiedene Blätter und unternahm Reisen in die Schweiz, nach Italien, England, Frankreich und in andere europäische Länder. 1864 erschien die Novelle Röschen vom Hofe sowie der Roman Die von Hohenstein, der sich mit der revolutionären Bewegung des Jahres 1848 befasste. Darauf folgte 1866 der Roman In Reih und Glied und 1868 der humoristische Roman Die Dorfcoquette. 1869 kamen Hammer und Amboss und ein Jahr später die Novelle Deutsche Pioniere heraus. Einige Jahre später erschien der wohl bekannteste Text von Friedrich Spielhagen, Sturmflut. Dieser Roman ist in gedruckter Form nur noch gekürzt erhältlich. Den Abschluss dieser intensivsten Schaffensperiode bildete 1878 der Roman Platt Land.

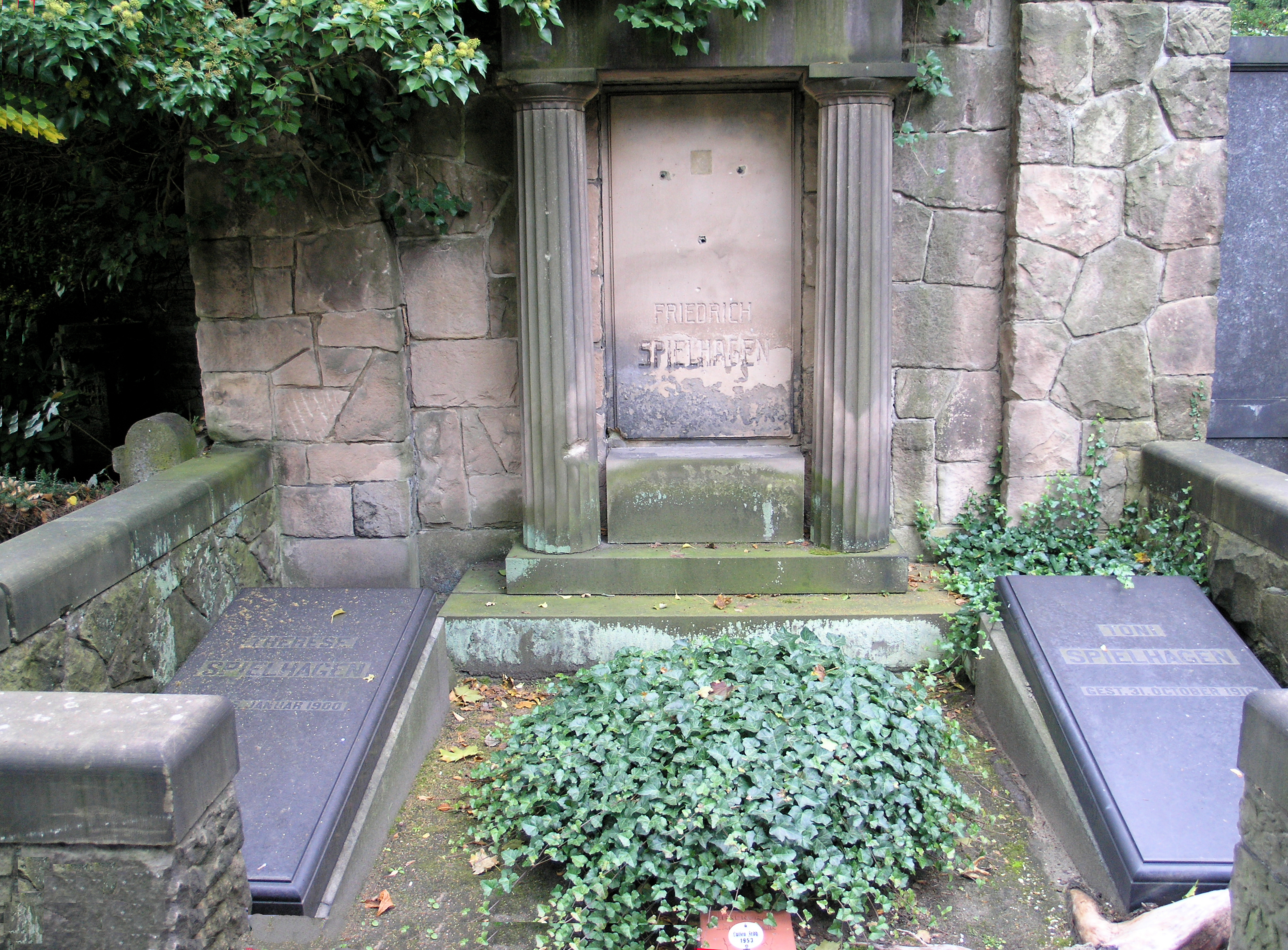
Ehrengrab von Friedrich Spielhagen in Berlin-Westend

Am 25. Februar 1911 starb Spielhagen in seiner Wohnung in der Kantstraße 165 in Charlottenburg im Alter von 82 Jahren.
Spielhagen wurde am 1. März 1911 auf dem Kaiser-Wilhelm-Gedächtnis-Friedhof in Berlin-Westend beigesetzt. Hermann Sudermann hielt die Grabrede. Spielhagen ruht in einem Wandgrab, das im neuromanischen Grottenstil erbaut wurde. Die vorgestellte Sandstein-Ädikula mit etruskischen Säulen rahmt die Inschriftentafel ein. Auch Spielhagens Gattin Therese und die gemeinsame Tochter Toni wurden hier bestattet.
Auf Beschluss des Berliner Senats ist die letzte Ruhestätte von Friedrich Spielhagen (Grabstelle D 1 Erb. 1) seit 1958 als Ehrengrab des Landes Berlin gewidmet. Die Widmung wurde zuletzt im Jahr 2016 um die übliche Frist von zwanzig Jahren verlängert.
Seine Geburtsstadt Magdeburg benannte eine Straße (Spielhagenstraße) nach ihm. Auch andere Orte, in denen Spielhagen zum Teil lange wirkte, ehrten ihn mit einem Straßennamen, so Hannover, Stralsund, Berlin und Nürnberg.

## Würdigung

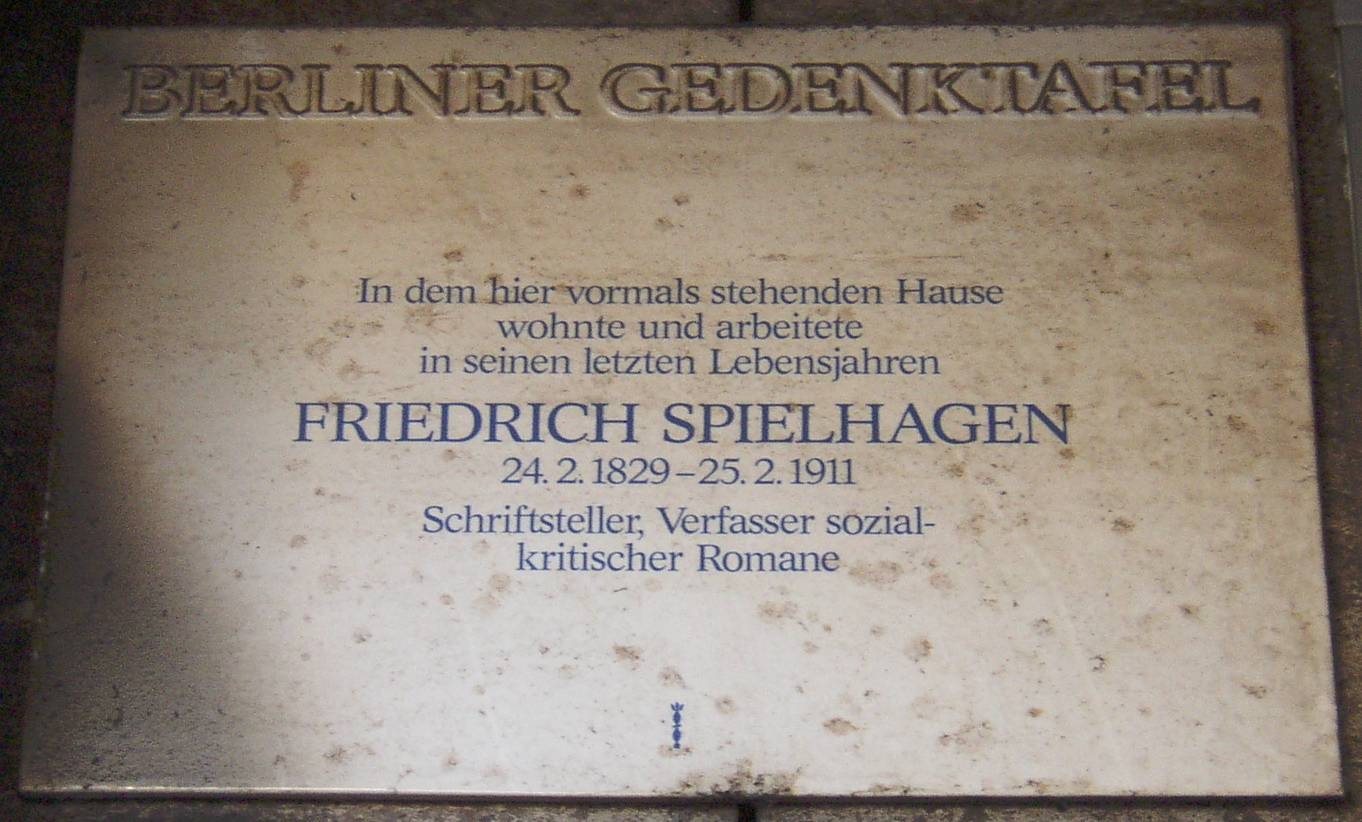
Berliner Gedenktafel in Berlin-Charlottenburg (Kantstraße 165)

Stammbaum von Friedrich und Wolfgang Spielhagen

Friedrich Spielhagens Werke sind stark geprägt von seiner Liebe zum Meer, die er in seiner Zeit in Stralsund entwickelte. Die Romane dieses oft als „großer Romancier Deutschlands“ bezeichneten Literaten galten als anti-feudal, radikal-demokratisch und liberal. In späteren Jahren lehnte Spielhagen die Bourgeoisie und die preußisch-deutsche Entwicklung immer mehr ab.
Neben Romanen, Novellen und theoretischen Texten schrieb Spielhagen auch mehrere Dramen, die aber die Qualität seiner Romane und Novellen nicht erreichten.
In einigen Zügen nimmt Spielhagen die Themen und Techniken von Eduard von Keyserling vorweg. Die besten seiner späten Romane weisen bereits auf die Berliner Moderne hin, wenn seine Werke auch von der jüngeren Literaturgeneration der Wilhelminischen Zeit scharf abgelehnt wurden.

## Werke (in Auswahl)
- Clara Vere. Novelle, 1857. online
- Auf der Düne. Novelle, 1858. online
- Problematische Naturen. Roman, 4 Bände. Janke, Berlin 1861
  - Band 1 (Digitalisat und Volltext im Deutschen Textarchiv)
  - Band 2 (Digitalisat und Volltext im Deutschen Textarchiv)
  - Band 3 (Digitalisat und Volltext im Deutschen Textarchiv)
  - Band 4 (Digitalisat und Volltext im Deutschen Textarchiv)
- Durch Nacht zum Licht. Roman (Fortsetzung von Problematische Naturen), 1862. Ausgabe 1867
- In der zwölften Stunde. Novelle, 1862. online
- Vermischte Schriften. Band I, 1864
- Röschen vom Hofe. Novelle, 1864, Textarchiv – Internet Archive
- Die von Hohenstein. Roman, 1864. Band 1, Band 2, Band 3, Band 4
- In Reih’ und Glied. Roman, 1866. Band 1, Band 2, Band 3, Band 4
- Goethe-Galerie. Nach Original-Kartons von Wilhelm von Kaulbach. Mit erläuterndem Text von Friedrich Spielhagen. Verl.-Anst. für Kunst u. Wissenschaft, München 1867. Digitalisierte Ausgabe der Universitäts- und Landesbibliothek Düsseldorf
- Vermischte Schriften. Band II, 1868
- Die Dorfcoquette. humoristischer Roman, 1868. online
- Hammer und Amboß. Roman, 1869 (Volltext im Projekt Gutenberg-DE)
- Allzeit voran. Roman, 1871. Band 1, Band 2, Band 3
- Was die Schwalbe sang. Roman, 1873 (1872 erschienen In: Die Gartenlaube)
- Ultimo. Novelle, 1874. online
- Liebe für Liebe. Schauspiel in vier Acten, 1875. online
- Sturmflut. Roman, 1877. Band 1, Band 2
- Platt Land. Roman, 1879
- Quisisana. Novelle, 1880, Textarchiv – Internet Archive
- Beiträge zur Theorie und Technik des Romans. 1883. online
- Was will das werden? Roman, 1885
- Ein neuer Pharao. Roman, 1889
- Finder und Erfinder. Erinnerungen aus meinem Leben. 2 Bände, 1890
- Gedichte. Staackmann, Leipzig 1892 (Digitalisat bei Google Books)
- Sonntagskind. Roman, 1893; Band 1: Textarchiv – Internet Archive, Band 3: Textarchiv – Internet Archive
- Susi. Roman, 1895
- Stumme des Himmels. Roman, 1895; Band 1: Textarchiv – Internet Archive, Band 2: Textarchiv – Internet Archive
- Selbstgerecht (als Fortsetzungsroman in: Neue Freie Presse, 30. Januar bis 12. 1896; Digitalisat auf ANNO)
- Zum Zeitvertreib. Roman, 1897. online
- Faustulus. Roman, 1898 (online – Internet Archive)
- Neue Beiträge zur Theorie und Technik der Epik und Dramatik. 1898. online
- Opfer. Roman, 1899. books.google.de
- Freigeboren. Roman, 1900

## Verfilmung
- 1913 Problematische Naturen, Regie: Hans Oberländer

## Sonstiges
- F. S. im Interview über den Antisemitismus. In: Hermann Bahr: Der Antisemitismus. Ein internationales Interview. S. Fischer, Berlin 1894, S. 5–10 (Digitalisat im Internet Archive); Nachdruck: Jüdischer Verlag / Athenäum, Frankfurt 1980, ISBN 3-7610-8043-3, S. 17–19; wieder vdg, 2005, ISBN 3-89739-507-X (= Bahr, Krit. Schr. in EA, 3)
- Friedrich Spielhagen war in den Jahren 1878 bis 1884 Herausgeber von Westermanns Monatsheften.[11]